# تأنيث مكان العمل

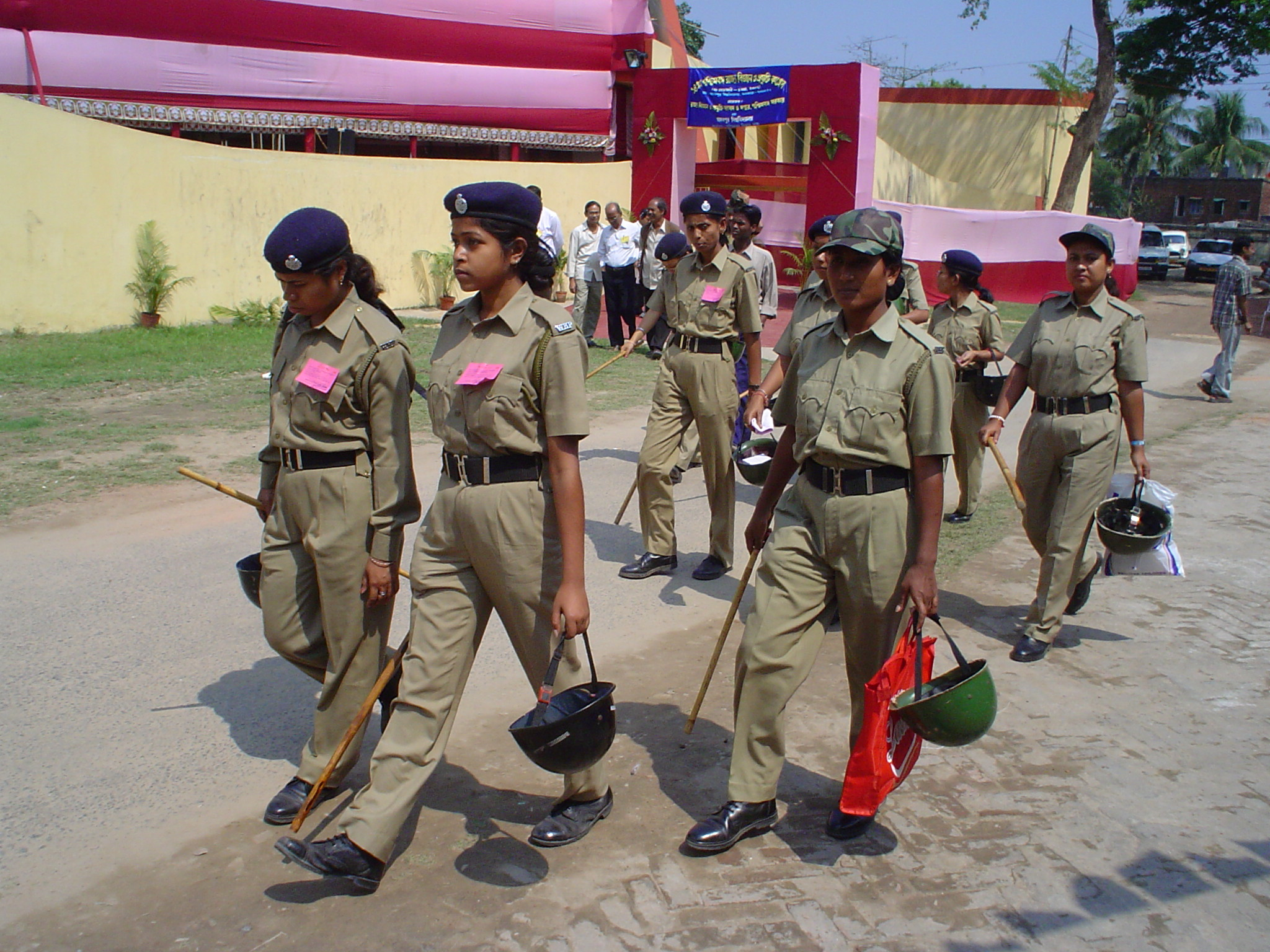

يقصد بتأنيث مكان العمل؛ تأنيث أو تغيير الأدوار الجندرية، أي الأدوار الاجتماعية بناء على جنس الشخص أو نوعه الاجتماعي، أو دمج المرأة في مهنة هيمن عليها الرجال فيما مضى، وذلك بسبب طبيعة أداء المهنة في مكان العمل. يعتبر«تأنيث مكان العمل» مجموعة من النظريات الاجتماعية التي تسعى إلى توضيح الفروق المهنية المرتبطة بالجندر.

## الخلاصة
تأنيث مكان العمل هو الضغط الناتج عن التحول الثقافي الذي يجعل من قضايا تحقيق العدالة وإتاحة الفرص وإعادة توزيع الدخل في المجتمع؛ قضايا تتغلب على أوجه اللامساوة الاقتصادية، وهو ما يدفع نحو إيجاد المزيد من التوازن لمكافحة عدم المساواة في الدخل والتهميش الاجتماعي والإمبريالية الثقافية. فقضايا مثل الاختلافات الجنسية، والأدوار الجنسانية، واللا مساواة في التوظيف والخدمات، تكون محل تشكيك ونقد، ما يسمح بالقضاء عليها والتخلي عنها. يرتبط «تأنيث مكان العمل» بالنهج الماركسي، الذي يتيح لكل فرد القدرة على بيع قوته لامتلاك وسائل الإنتاج. يسمح هذا النهج للمرأة بالعمل في وظائف ذات ساعات عمل مرنة تراعي احتياجات الأسرة؛ وذلك بسبب مسؤوليات المرأة فيما يخص رعاية الطفل.

أدى تأنيث مكان العمل إلى زعزعة التفرقة الوظيفية في المجتمع.
«خلال التسعينيات، أدى التحول الثقافي في الجغرافيا، والمرتبط بمفهوم ما بعد البنيوية للاختلاف، إلى التخلي عن فكرة الهوية المتماسكة والمستقلة والمحددة... والتي كانت قادرة على تحقيق التقدم وتقرير المصير، لصالح فئة ذات بناء اجتماعي مُقِوم أو مُعِد من الخارج. في حين هُجر التمييز الاجتماعي بين الجنسين؛ والذي قد قام سابقًا على أساس الاختلافات البيولوجية بين الجنسين، ما أتاح مجالًا للبحث وتسليط الضوء على كيف أن السمات الجنسانية تُبنى وتُمارس، تنهار وتختفي بطرق معقدة، نتيجة المعاملات الروتينية مع الآخرين في سياقات تاريخية وجغرافية محددة، الأمر الذي يجعلها بعيدة تماما عن كونها قائمة على قناعات ثابتة..» (بيك 2009)
تلتحق المرأة بكل أشكال المهن، ما يؤدي إلى تأنيث القوى العاملة، والتي احتكرها وهيمن عليها الرجال في السابق. شاركت المرأة في تصدير العمالة الشخصية، وفي سوق العمل، والتحدي في مجال العلوم والهندسة، والمشاركة في البيئة الرياضية. تغيرت قوة المرأة ودورها في المجتمع بشكل كبير.

## أنماط التأنيث

### البقاء
«تأنيث البقاء» وهو مصطلح تستخدمه النسويات لوصف الحالة الاجتماعية حيث تجبر النساء على ظروف غير إنسانية من أجل نجاة أنفسهن ونجاة عائلاتهن.
في عام 1888، قررت حكومة كندا دعوة العمال الصينيين المهرة للعمل في حقول إسالة الذهب وللعمل في السكك الحديدية الكندية في المحيط الهادئ؛ وذلك للحد من تكلفة أجور العمل، وهو ما يجعل هذه المشاريع ذات تكلفة ميسورة. كان الدافع لدى الصينين مغادرة الصين وكسب أجور عالية. وعلى الرغم من أن هؤلاء المهاجرين كانوا يحصلون على أجور أعلى في كندا مقارنة بما في الصين، إلا أنهم عانوا من التهميش واللامساواة الوظيفية. على الرغم من أن قضية الإقصاء العرقي أصبحت أقل حدة في الوقت الحالي، يتعرض بعض العمال للعنف ولسوء المعاملة في بيئة عملهم، وتشكل النساء غالبيتهم. ما زال تصدير العمالة إلى البلدان المتقدمة في زيادة ونمو بسبب ما يترتب عليه من النمو والتنوع الاقتصادي. كذلك تخفف عولمة العمل من الديون الحكومية ومعدلات البطالة في البلدان النامية. تنجذب النساء، وخاصة نساء دول جنوب شرق آسيا، إلى هذه الفرص من أجل كسب المال.
في كثير من الأحيان كانت النساء الفقيرات والنساء ذوات الأجور المتدنية يُعتبرن عبئًا، ولكن أصبح عدد متزايد من النساء ذوات دخل حكومي ويكسبن الأموال. وشهدت عدة بلدان نامية في جنوب شرق آسيا، وخاصة الفلبين، تصدير العمالة إلى البلدان المتقدمة بسبب ارتفاع الدين الخارجي وارتفاع  معدلات البطالة. وأدخلت النساء الفلبينيات العاملات في الولايات المتحدة الأمريكية إلى البلاد دخلًا يقدر بنحو 8 مليارات دولار عام 2003، وعملت معظم هؤلاء النساء بمجالات الرعاية الصحية والخدمة المنزلية ورعاية الأطفال. وحاز العمال الفلبينيون في الخارج على لقب «المهاجرين الأبطال» نظير تضحيتهم بحياتهم العائلية وإرسالهم الحوالات المالية التي تحصلوا عليها من الهجرة إلى وطنهم الأم بصورة طبيعية. لم تتحمل هؤلاء النساء مسؤولية أسرهن وبلدهن فحسب، بل قد تحملن أيضًا العنصرية والعنف وسوء المعاملة التي تعرضن لها.

### سوق العمل
في العصر الحديث، حدت النساء من «الامتداد المكاني» لعمليات البحث عن عمل بسبب مسؤوليات رعاية الأطفال. كذلك أدى سوق العمل المفتوح للنساء من الطبقة الوسطى إلى تزايد الاعتماد على الخادمات في مجال التنظيف المنزلي ورعاية الأطفال. وكان الاقتصاد الحديث يتسم بالتعقيد فيما يخص مسؤولية المرأة في المنزل وفي العمل. تؤكد النظريات الثقافية أن انخفاض الأجور في المهن التي تهيمن عليها النساء هو نتاج تحيز مجتمعي ضد العمل الذي تقوم به المرأة عادة، وأن التصنيف الجنسي للمهن يؤثر على الأجور بشكل مباشر. في المقابل، تؤكد نظريات القوى البشرية العاملة الحديثة على أن العقوبات المفروضة على الأجور المرتبطة بالعمل في المهن التي تهيمن عليها الإناث ناتجة عن المتطلبات المختلفة في التدريب المتخصص الذي تتلقاه النساء، وأن التصنيف الجنسي للمهن لا يؤثر بشكل مباشر على الأجور. مع ذلك يصر العديد من علماء النسويات على أن الاختلاف الجنسي هو السبب الرئيسي وراء الاختلافات بين الجنسين في سوق العمل.
تواجه المرأة التمييز في مكان العمل على الرغم من تزايد مشاركة الإناث في سوق العمل بشكل ملحوظ خلال العشرين عامًا الماضية. ومع ذلك، حتى مع زيادة المشاركة في سوق العمل والمستويات العالية من الالتزام التي تقدمها المرأة لمكان عملها، فما زال عمل المرأة يُقدر بأقل من قيمته. بالإضافة إلى ذلك، في كثير من الأحيان تُعد جدولة عمل المرأة بطريقة تتعارض مع مسؤولياتها في تقديم الرعاية. تشعر النساء النقابيات بنوع من «التهميش» و«التقليل أو الاستهانة» فيما يتعلق بقضايا مكان العمل التي يواجهنها خارج جدول أعمال النقابة. ومع ذلك، ترتبط المراتب المتقدمة من النقابات ارتباطاً قوياً بانخفاض الفجوة في الأجور، فضلاً عن انخفاض الفجوة بين الجنسين. تمثل إصدار التشريعات إحدى الطرق التي حاولت الشعوب من خلالها مساعدة النساء العاملات. في أواخر عام 2003، أقرت النرويج قانونًا يدعو إلى أن تشكل النساء 40% من مجالس إدارة الشركات العامة. كان الهدف الرئيسي من ذلك هو زيادة تمثيل المرأة في المناصب العليا في القطاعات العليا وتقليل التفاوت بين الجنسين. ومع ذلك، كان التأثير ضئيلا للغاية على النساء في الأعمال التجارية، لا سيما أولئك العاملات في قطاع الشركات
على الجانب الآخر، هناك شيء غالبا ما يتم تجاهله؛ وهو «المصعد الزجاجي»، إذ يدخل رجل إلى مكان عمل تهيمن عليه النساء، ثم يترقى بسرعة عبر الرتب. تتضح هذه الظاهرة في العديد من المجالات مثل التعليم والتمريض والعمل الاجتماعي. وقد تساهم العديد من العوامل في تحقيق هذه النتيجة، على سبيل المثال الضغط المجتمعي على الرجال والنساء للميل إلى أداء الأدوار التي تتفق مع الأدوار المحددة للجنسين، مثل سعي الرجال نحو المناصب التي يبرز من خلالها في دور المتحكم أو المدير، وسعي النساء لأداء الأدوار التي تتفق مع طبيعة الأدوار المنزلية. أيضًا، حتى في المهن التي تهيمن عليها الإناث، عادة ما يكون الرجال هم الذين يتخذون قرارات الترقية.
وعلى الرغم من هذه العوائق، فإن المرأة تؤدي وظائفها على نحو جيد. وتشكل النساء 40.9% من القوى العاملة الأميركية، وهن مديرات تنفيذيات لبعض أكبر الشركات مثل شركة بيبسيكو، وشركة آرشر دانيلز ميدلاند، وشركة دبليوغور. كذلك تحصل النساء على نحو 60% من الدرجات الجامعية في أمريكا وأوروبا. ويشكلن أغلبية القوى العاملة المهنية في العديد من البلدان، على سبيل المثال، 51% في الولايات المتحدة. وحتى مع هذه النسبة المرتفعة، فإن دخل المرأة أقل بكثير مما يتحصل عليه الرجل. وهي أيضا أقل تمثيلا في رأس المنظمات. والمدهش أن تأنيث مكان العمل كان مدفوعًا بشكل كبير باتجاه قطاع الخدمات. تعتبر المرأة على استعداد أكثر من أي وقت مضى للعمل خارج المنزل، حتى بعد إنجاب الأطفال، إذ إن 74% من النساء في القوى العاملة يتمكن من العودة إلى العمل بعد الإنجاب، و40% منهن يعملن بدوام كامل.